# Prigione della caserma Stauferkaserne
La prigione della caserma Stauferkaserne fu una prigione provvisoria e un luogo di raduno per gli abitanti sfollati da Varsavia, creata dai nazisti nei primi giorni della rivolta di Varsavia sul sito della caserma SS-Stauferkaserne, in via Rakowiecka 4. Nell’agosto e nel settembre del 1944, migliaia degli abitanti della zona transitarono per questa struttura delle SS, posta nel quartiere di Mokotów. Durante la rivolta di Varsavia, nell’area della Stauferkaserne ebbero luogo numerose esecuzioni, con un minimo di cento vittime.

## Origine della prigione
Durante l’occupazione tedesca della Polonia gli edifici del Corpo di Stato Maggiore dell’Esercito Polacco in via Rakowiecka 4, a Mokotów, un quartiere di Varsavia, vennero trasformati in una caserma delle SS, cosiddetta SS-Stauferkaserne. In quel luogo, allo scoppio della rivolta di Varsavia, c’era di stanza il 3º battaglione di riserva dei granatieri corazzati SS composto da circa seicento militari, appoggiati da una compagnia di carri armati. Il 1º agosto 1944 la caserma fu attaccata dai soldati dell’AK (Esercito Nazionale, in polacco: Armia Krajowa) appartenenti al battaglione di assalto "Odwet II" e al gruppo di artiglieria "Granat", ma i militari delle SS, perfettamente armati e ben dislocati, riuscirono a respingere l’assalto polacco.
La mattina del 2 agosto i soldati della guarnigione della Stauferkaserne iniziarono la distruzione delle zone di Mokotów più vicine alla caserma. Gli abitanti delle vie Rakowiecka, Puławska, Kazimierzowska, Rejtana, Wiśniowa, Aleje Niepodległości, Asfaltowa, Opoczyńska e Fałata vennero prelevati dalle loro case e poi rinchiusi alla Stauferkaserne. Entro sera, alcune centinaia di civili polacchi furono ammassati ad aspettare sotto la pioggia nel cortile della caserma, mentre militari delle SS aumentavano il panico sparando raffiche sopra le loro teste. In seguito, l’SS-Obersturmführer Martin Patz, capo della guarnigione della Stauferkaserne, si rivolse agli internati comunicandogli che erano stati presi come ostaggi e che tutti sarebbero stati fucilati, a meno che la rivolta non fosse finita entro tre giorni. Inoltre, annunciò che per ogni tedesco morto si sarebbero eseguite delle esecuzioni di polacchi. Infine, gli uomini prigionieri furono separati da donne e bambini ed i due gruppi vennero collocati in baracche diverse. La maggioranza delle donne e dei bambini venne liberata la sera del giorno seguente.
Nei giorni seguenti continuarono gli arrivi degli sfollati, principalmente uomini. La caserma ebbe così la funzione di carcere provvisorio e, nello stesso tempo, di luogo di raduno per gli abitanti del quartiere. La prigione funzionò più o meno fino alla metà del settembre del 1944, sebbene molti polacchi vi venissero trattenuti ancora nei primi giorni di ottobre. Dopo un soggiorno dalla durata variabile nella Stauferkaserne, i detenuti vennero di solito trasferiti al campo transitorio di Pruszków oppure in altri luoghi di raduno creati dai tedeschi per la popolazione sfollata di Varsavia.

## Condizioni di vita dei carcerati
La prima parte degli uomini internati alla Stauferkaserne ottenne del cibo e bevande solo un giorno dopo essere stati arrestati; alcuni di loro perfino dopo tre giorni. A partire dal 5 agosto, i tedeschi permisero alle donne polacche di portare da mangiare ai loro parenti trattenuti nella caserma. Ciononostante, i militari delle SS più di una volta aprirono il fuoco senza nessun motivo sulle donne polacche con la bandiera bianca: molte donne rimasero uccise o ferite.
Secondo Zbigniew Bujnowicz, uno degli internati della Stauferkaserne, la vita dei polacchi nella caserma somigliava alle condizioni di un campo di concentramento. La sveglia era alle 5:30 e in seguito si faceva l’appello. Dopo l’appello si distribuiva la colazione consistente di solito in una o due gallette e da caffè amaro. I detenuti lavoravano fino alla pausa pranzo delle 13:00. Il pranzo consisteva spesso in una porzione di cereali cotti. Dopo pranzo i carcerati tornavano a lavorare fino alle 19:00. Dopo la pausa per la cena di due ore, si continuava a lavorare fino alle 2:00.
Il lavoro dei detenuti consisteva, tra l'altro, nel pulire latrine a mani nude, smontare le barricate degli insorti, lavare i carri armati, seppellire cadaveri, fare lavori di sterro nell’area della caserma (ad esempio scavare i fossi di collegamento), spostare e scaricare oggetti confiscati. Spesso l’unico scopo di tanti di questi lavori era di umiliare e far esaurire i prigionieri. I soldati delle SS della Stauferkaserne si incrudelivano sui detenuti con un qualsiasi pretesto, spesso picchiandoli.
Le condizioni di vita e di lavoro difficili condussero presto al totale deperimento dei carcerati. Tra i polacchi della Stauferkaserne scoppiò anche un’epidemia di dissenteria . Qualche tempo più tardi un gruppo di persone legate a Jan Wierzbicki, ispettore della Croce Rossa Polacca (in polacco: Polski Czerwony Krzyż, PCK), riuscì tuttavia a strappare ai tedeschi il consenso a creare una sezione sanitaria composta da detenuti polacchi. All’inizio fu composta da sedici membri, ma presto il numero crebbe fino a sessanta, due medici e due infermiere inclusi. La sezione aveva a disposizione persino un camion. La squadra sanitaria forniva assistenza medica non solo ai carcerati della Stauferkaserne, ma anche agli abitanti delle zone di Mokotów occupate dai tedeschi (soprattutto nell’area da via Rakowiecka a via Madalińskiego); in più si occupava di seppellire i cadaveri di civili e insorti. Ai membri della sezione fu però vietato aiutare i polacchi feriti sospetti di partecipazione alla rivolta.

## Esecuzioni nellaStauferkaserne
Almeno cento abitanti di Mokotów furono uccisi nel complesso della Stauferkaserne durante la rivolta di Varsavia. Già il 3 agosto (secondo altre fonti il 4 agosto) i tedeschi scelsero a caso tra gli internati circa quarantacinque uomini; li divisero in tre gruppi (ogni gruppo di 15 persone) e li portarono fuori dalla caserma dove li fucilarono. Fra gli uccisi ci fu un pope a cui, prima della fucilazione, i militari delle SS avevano ordinato di cantare. I tedeschi dissero agli altri detenuti di aver effettuato l’esecuzione per vendicare la pretesa fucilazione di trenta volksdeutsch fatta dagli insorti.
Il 4 agosto fu portato alla Stauferkaserne un gruppo di circa quaranta uomini della casa all’angolo di via Narbutta e Aleje Niepodległości. Vennero tutti fucilati con delle mitragliatrici nel cortile della caserma: ai feriti, gli venne inferto il colpo di grazia con colpi di pistola.
Nella caserma ebbero luogo anche esecuzioni sommarie, di solito per ordine dell’SS-Obersturmführer Patz. Patz comandò, ad esempio, di fucilare un uomo perché pensò che gli facesse delle smorfie (in effetti, fu la conseguenza di problemi di salute). Quando i detenuti cominciarono a protestare contro il lavoro logorante, i soldati delle SS per castigo impiccarono uno di loro sotto gli occhi degli altri. Quest’esecuzione fu guidata da uno dei militari delle SS della Stauferkaserne più crudeli, l’SS-Rottenführer Franckowiak.
Una parte degli uomini internati nella caserma venne deportata con i camion della Gestapo con destinazione sconosciuta e le tracce dei deportati si persero. Il 9 agosto ebbero questo destino tra i venti e i quaranta detenuti. In un giorno solo, a cavallo tra agosto e settembre, sparirono in questo modo quasi settanta uomini. Probabilmente i polacchi presi dalla Gestapo vennero fucilati tra le macerie dell’Ispettorato Generale delle Forze Armate, oppure in altri luoghi di esecuzione vicini alla sede della Sicherheitspolizei in Viale Szucha. Le donne trattenute nella Stauferkaserne venivano invece poste come "scudi" davanti ai carri armati tedeschi.
L’8 agosto Patz inviò al colonnello "Daniel", comandante dell’AK di Mokotów, una delegazione di cento donne con la richiesta categorica di capitolazione e, nello stesso tempo, con la minaccia di fucilare tutti i detenuti polacchi della Stauferkaserne in caso di rifiuto. Il ricatto però fallì, dato che "Daniel" disse di fare lo stesso con i tedeschi catturati dagli insorti.

## Epilogo
Gli edifici della Stauferkaserne dopo la guerra tornarono ad essere la sede del Corpo di Stato Maggiore dell’Esercito Polacco, che ivi si trova ancora oggi. Il luogo dove morirono tanti abitanti di Mokotów non venne commemorato in nessun modo.
Nel 1978, nel tribunale di Colonia iniziò il processo dell’SS-Obersturmführer Martin Patz. Venne giudicato prima di tutto per l'omicidio di seicento detenuti del carcere di via Rakowiecka 37, commesso il 2 agosto 1944 dai suoi sottoposti delle SS. Nel febbraio del 1980 Patz venne dichiarato colpevole e condannato a 9 anni di reclusione. Karl Misling, giudicato simultaneamente, ebbe una sentenza di quattro anni in carcere.

## Osservazioni
1. ↑  Che facevano parte della IV Regione del V Distretto dell’AK "Mokotów".
2. ↑  Martin Patz, prima dello scoppio della guerra, aveva fatto l’insegnante della lingua tedesca all’università di Poznań. Durante la rivolta di Varsavia il suo battaglione commise una serie di omicidi sulla popolazione di Mokotów. A parte gli assassini della Stauferkaserne Patz fu responsabile tra l'altro dei massacri della prigione di Mokotów e della casa dei gesuiti di via Rakowiecka. Per questo motivo viene a volte appellato come "macellaio di Mokotów".
3. ↑  Dei casi più gravi si occupava l'ospedale provvisorio delle Suore dell'Immacolata Concezione della Beata Vergine Maria in via Kazimierzowska oppure l’ospedale in via Chocimska.